# Maïlafia
Maïlafia (auch: Maï Lafia, May Lafia) ist ein Dorf in der Stadtgemeinde Dakoro in Niger.

## Geographie

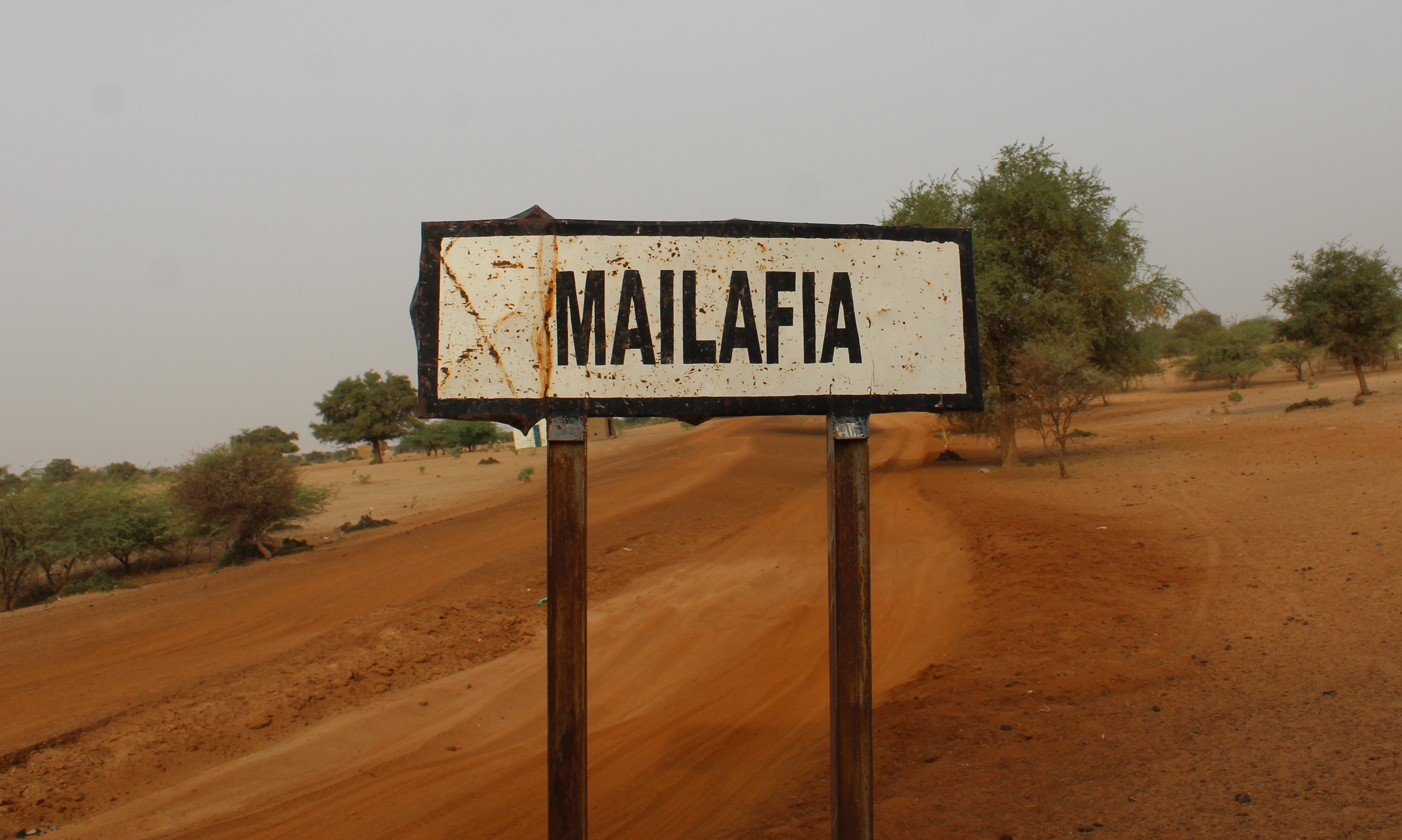
Ortstafel von Maïlafia (2023)

Das von einem traditionellen Ortsvorsteher (chef traditionnel) geleitete Dorf liegt im Tarka-Tal. Es befindet sich rund elf Kilometer nordöstlich des urbanen Zentrums von Dakoro, der Hauptstadt des gleichnamigen Departements Dakoro, das zur Region Maradi gehört. Weitere Siedlungen in der Umgebung von Maïlafia sind Kombaki im Norden sowie Maïrakouma und Azagor im Nordosten.
Es herrscht das Klima der Sahelzone vor, mit einer durchschnittlichen jährlichen Niederschlagsmenge zwischen 300 und 400 mm.

## Geschichte

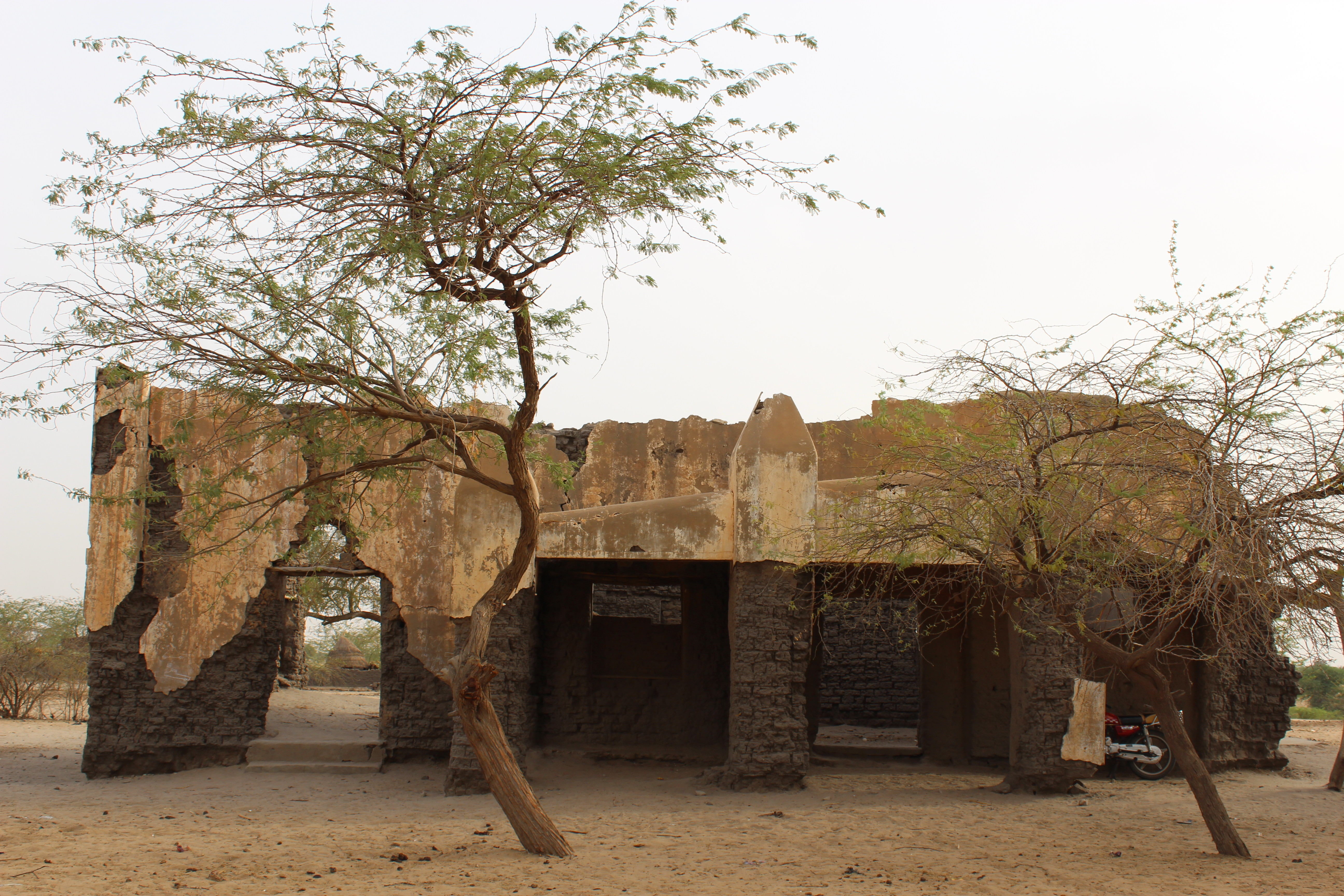
Ruine der alten Schule von Maïlafia (2023)

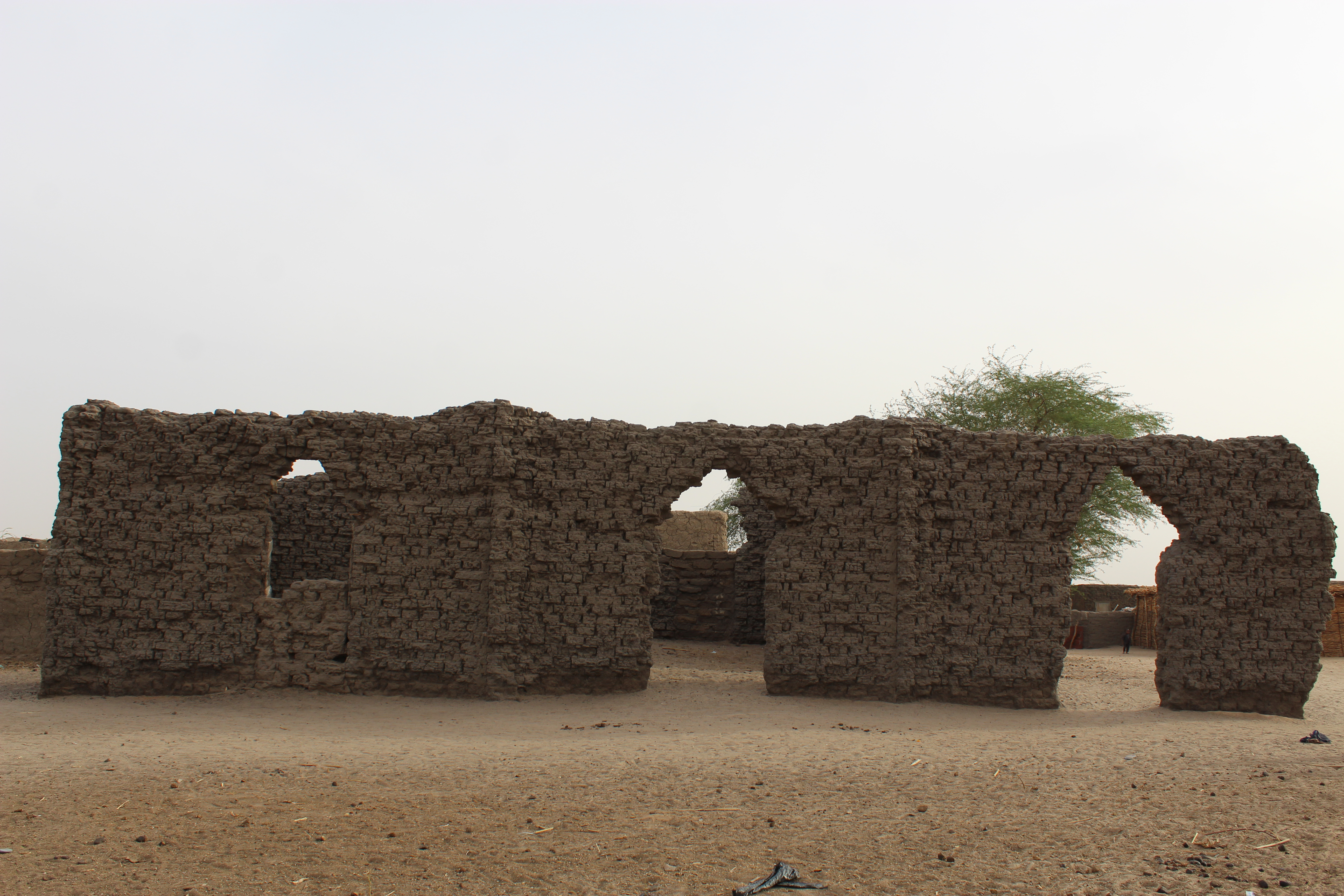
Ruine des alten Lehrerwohnhauses von Maïlafia (2023)

Die damalige französische Verwaltung richtet 1947 in Maïlafia eine Schule speziell für die nomadische Bevölkerung ein. Die Schule war eine der ersten ihrer Art in Niger. Ältere Nomadenschulen in Niger bestanden nur in Azarori (seit 1944) und Kao (seit 1946). Der Politiker Sanoussi Jackou gehörte dem ersten Abschlussjahrgang der Nomadenschule von Maïlafia an. Das nigrische Unterrichtsministerium richtete 1996 gemeinsam mit dem Welternährungsprogramm der Vereinten Nationen zahlreiche Schulkantinen in von Ernährungsunsicherheit betroffenen Zonen ein, darunter eine für Nomadenkinder in Maïlafia.

## Bevölkerung
Bei der Volkszählung 2012 hatte Maïlafia 340 Einwohner, die in 42 Haushalten lebten. Bei der Volkszählung 2001 betrug die Einwohnerzahl 263 in 37 Haushalten und bei der Volkszählung 1988 belief sich die Einwohnerzahl auf 153 in 23 Haushalten.

## Wirtschaft und Infrastruktur
Durch Maïlafia verläuft die 366,6 Kilometer lange Nationalstraße 32 zwischen Keita und Sabon Kafi. Es handelt sich in diesem Abschnitt um eine moderne Erdstraße.